# Liste Dinosaurier führender Gesteinsformationen
Diese Liste Dinosaurier führender Gesteinsformationen erhebt keinen Anspruch auf Vollständigkeit.

## Fundstellen fossiler Dinosaurier
| Name | Alter                                                                 | Fundstelle | Beschreibung – Taxa | Abbildungen |
| --- | --------------------------------------------------------------------- | --- | --- | ----------- |
| Adamantina-Formation | Oberkreide, Turonium bis Santonium                                    | Brasilien, São Paulo, Minas Gerais | Rote, äolische, fluviatile und limnische Sandsteine und Siltsteine, die unter semiariden Bedingungen abgelagert wurden Adamantisaurus, Maxakalisaurus |             |
| Aguja-Formation | Oberkreide: Campanium bis Maastrichtium                               | Vereinigte Staaten, Texas | Abwechselnde Sand- und Tonsteine eines Flussdeltas |             |
| Allaru-Formation | Unterkreide, Albium                                                   | Australien, Queensland | Neritische Tonsedimente, untergeordnet auch Sand- und Siltsteine |             |
| Allen-Formation | Oberkreide, Campanium bis Maastrichtium                               | Argentinien, Río Negro | Sandige litoralfazielle und fluviatile Ablagerungen |             |
| Anacleto-Formation | Oberkreide, Campanium                                                 | Argentinien, Neuquén | Violette und dunkelrote fluviatile Sand-, Silt- und Tonsteine einer alluvialen Schwemmlandebene |             |
| Antlers-Formation | Unterkreide, Aptium-Albium                                            | Vereinigte Staaten, Arkansas, Oklahoma, Texas                                                                                                   | Fein- bis grobkörnige fluviatile Sandsteine und siltige bis sandige, teils Braunkohle enthaltende Tonsteine eines Mäanders |             |
| Argana-Formation oder Timezgadiwine-Formation | Obertrias, Karnium                                                    | Marokko, Hoher Atlas, Argana-Becken | Fluviatile Sandsteine und rote Playa-Tonsteine |             |
| Arundel-Formation | Unterkreide, Aptium                                                   | Vereinigte Staaten, Maryland | Tonreiche Sumpffazies eines Mäander-Altwassers |             |
| Bahariya-Formation | Oberkreide, Cenomanium                                                | Ägypten | Lagunäre, ästuarine und fluviatile Sand- und Siltsteine Aegyptosaurus, Paralititan, Rebbachisaurus; Bahariasaurus, Carcharodontosaurus, Sigilmassasaurus, Spinosaurus |             |
| Bajo-Barreal-Formation | Oberkreide, Campanium bis Maastrichtium                               | Argentinien, Chubut | Abwechselnd graue und grüne Tuffe mit Sandstein- und Konglomeratlagen sowie Paläoböden; fluviatile und limnische Ablagerungsbedingungen. |             |
| Bajo-de-la-Carpa-Formation | Oberkreide, Santonium                                                 | Argentinien, Neuquén, Río Negro | Fluviatile Sandsteine mit dünnen Silt- und Tonsteinlagen, mit Drusen und Paläoböden |             |
| Barun-Goyot-Formation | Oberkreide, Mittleres bis Oberes Campanium                            | Mongolei, Ömnö-Gobi-Aimag | Äolische Ablagerungen (Dünenfazies) |             |
| Bauru-Gruppe | Oberkreide, Coniacium bis Maastrichtium                               | Brasilien, Minas Gerais, São Paulo | Terrigene siliziklastische und karbonathaltige Gesteine (Rotsedimente); fluviatile, limnische und äolische Ablagerungsbedingungen; semiarides bis arides Klima Adamantisaurus, Baurutitan, Maxakalisaurus, Trigonosaurus, Uberabatitan |             |
| Bayan-Shireh-Formation (unterschiedliche Schreibweisen)                                                                                           | Oberkreide, Santonium bis Campanium                                   | Mongolei, Dorno-Gobi-Aimag | Kontinentalfazielle feinkörnige Sandsteine mit braunen/roten Tonsteinlagen |             |
| Blue-Lias-Formation | Unterer Jura                                                          | England, Dorset, Leicestershire, Somerset, Warwickshire, Yorkshire                                                                              | Marine Mergelkalk-Tonstein Wechsellagen |             |
| Bushveld-Sandstone-Formation | Obertrias, Karnium, Norium                                            | Südafrika, Transvaal | Massive, ungeschichtete, weiße bis rosafarbene, feinkörnige Sandsteine – ehemalige Lössablagerungen |             |
| Camadas de Alcobaça-Formation | Oberjura, Oxfordium bis Kimmeridgium                                  | Portugal, Distrikt Leiria, Distrikt Lissabon | Kalkhaltige Sandsteine, Fossilkalke, Oolithe und Pisolithe |             |
| Cañadón-Asfalto-Formation | Mittlerer Jura, Callovium                                             | Argentinien, Chubut | Pelite, Arkosen, lakustrische Kalke sowie Tuff- und basaltische Lavalagen. Sedimentfüllung eines Riftgrabensystems. |             |
| Candeleros-Formation | Oberkreide, Cenomanium                                                | Argentinien, Mendoza, Neuquén, Río Negro | Sandsteine und Konglomerate eines Zopfstroms. Untergeordnet äolische Ablagerungen und siltige Sumpfsedimente mit Paläoböden. |             |
| Caturrita-Formation | Obertrias, oberes Karnium bis Norium                                  | Brasilien, Rio Grande do Sul (Paleorrota) | Massive Sandsteine (alluviale Schwemmsedimente), untergeordnet feinschichtige, sich abwechselnde Sand-, Silt- und Tonsteinlagen eines mäandrierenden Flusslaufes Guaibasaurus, Staurikosaurus, Unaysaurus |             |
| Cedar-Mountain-Formation | Unterkreide: Barremium bis unteres Cenomanium                         | Vereinigte Staaten, Utah | Kontinentale Ablagerungen (Konglomerate, Sand- und Tonsteine, im oberen Abschnitt auch vulkanische Asche) |             |
| Cerro-Lisandro-Formation | Oberkreide, Cenomanium bis Turonium                                   | Argentinien, Neuquén | Rote Silt- und Tonsteine, Sumpffazies |             |
| Chinle-Formation | Obertrias, Karnium bis Rhaetium                                       | Vereinigte Staaten, Arizona, Colorado, Nevada, New Mexico, Utah                                                                                 | Kontinentale Ablagerungen (Zopfstrom- und Überlaufsedimente, Seesedimente) Camposaurus, Chindesaurus, Coelophysis, Gojirasaurus |             |
| Clarens-Formation | Unterer Jura, Pliensbachium bis Toarcium                              | Lesotho, Südafrika, Eastern Cape, Free State, KwaZulu-Natal, Limpopo                                                                            | Fluvioäolische bis äolische feinkörnige Arenite des ariden Klimas, im Ostabschnitt zunehmend phreatomagmatische und lakustrische Ablagerungen; meist sturzflutartig erfolgende Sedimentation in Wadis. |             |
| Cloverly-Formation | Unterkreide: Aptium bis Albium                                        | Vereinigte Staaten, Montana, Wyoming | Vorwiegend bunte bentonitische Tonsteine (pyroklastische Aschen); hornsteinführende Konglomerate an der Basis, sodann alluviale Quarzareniteinschaltungen, marine Transgressionssedimente zum Abschluss. |             |
| „Continental intercalaire“ (Asfer-Gruppe) | Oberer Jura, Unterkreide, Oxfordium bis Albium                        | Nordafrika, Algerien, Tunesien, Libyen | Miteinander abwechselnde, kontinentale Ton- und Sandsteinlagen (vorherrschend), untergeordnet Kalk-, Dolomit-, Evaporit- und Braunkohlelagen. Bedeutender Grundwasserspeicher der nördlichen Sahara. |             |
| Cooper-Canyon-Formation | Obertrias, Norium                                                     | Vereinigte Staaten, Texas | Überwiegend rote, fluviatile Silt- und Tonsteine (Überlaufsedimente), in die glimmer- und feldspatreiche Sandsteinlagen (Litharenite) und Konglomerathorizonte eingeschaltet sind |             |
| Csehbánya-Formation | Oberkreide: Santonium                                                 | Ungarn, Bakonywald | Alluviale Schwemmsedimente (Sandsteine, Tonsteine, siltige Sandsteine, mit Geröllen und Tonen vermischte Sandsteine) |             |
| Dakota-Formation | Oberkreide: Cenomanium                                                | Vereinigte Staaten, Iowa, Kansas, Minnesota, Nebraska, Wisconsin                                                                                | Litorale Silt- und Sandsteine, teilweise mit eingeschalteten Kohleflözen und Paläoböden |             |
| Daohugou-Schichten | Mittlerer und Oberer Jura, Bathonium bis Kimmeridgium                 | Volksrepublik China, Innere Mongolei | Graue, feinschichtige, sandige Tonsteine mit tuffhaltigen Zwischenlagen; lakustrische Fazies |             |
| Dashanpu-Dinosaurierfundstelle | Mittlerer bis Oberer Jura, Bajocium bis Callovium                     | Volksrepublik China, Sichuan | Lakustrische und fluviatile Sedimente mit eingeschwemmten Wirbeltier- und Baumresten |             |
| Dashuigou-Formation | Unterkreide, Barremium bis Albium                                     | Volksrepublik China, Innere Mongolei | Fluviatile Sedimente und Schwemmebenenablagerungen |             |
| Demopolis-Chalk-Formation | Oberkreide, Campanium                                                 | Vereinigte Staaten, Alabama, Mississippi, Tennessee                                                                                             | Kreidesedimente |             |
| Denver-Formation | Oberkreide: Oberes Maastrichtium einschließlich Grenze Kreide/Tertiär | Vereinigte Staaten, Colorado | Fluviatile Ablagerungen |             |
| Dinosaurier-Park-Formation | Mittleres bis Oberes Campanium                                        | Kanada, Alberta | Fluviatile Ablagerungen, im oberen Abschnitt mit Kohleflözen |             |
| Djadochta-Formation (unterschiedliche Schreibweisen)                                                                                              | Oberstes Santonium – Unteres Campanium                                | Mongolei | Äolische Dünenfazies |             |
| Dockum-Group | Trias, Karnium bis Rhaetium                                           | Vereinigte Staaten, Colorado, Kansas, New Mexico, Oklahoma, Texas                                                                               | Fluviatile Ablagerungen und Seesedimente |             |
| Eijnhoro-Formation | Unterkreide                                                           | Volksrepublik China, Innere Mongolei | |             |
| El-Tranquilo-Formation | Obertrias, Karnium bis Rhaetium                                       | Argentinien, Santa Cruz | Kontinentale Sandsteine |             |
| Elliot-Formation | Oberste Trias – Unterster Jura (Hettangium bis Sinemurium)            | Südafrika, Lesotho | Fluviatile Tonsteine, untergeordnet Sandsteine und Kalke; niedrigenergetische Mäanderfazies in einer ariden bis semiariden Schwemmlandebene |             |
| Elrhaz-Formation | Unterkreide, Aptium bis Albium                                        | Niger | Schräggeschichtete fluviatile Sandsteine |             |
| Fleming-Fjord-Formation | Obertrias                                                             | Ostgrönland, Jameson Land | Alluviale, rotgefärbte Silt- und Sandsteine, untergeordnet lakustrische Tonsteine und Dolomite |             |
| Forest Sandstone | Unterer Jura, Hettangium bis Sinemurium                               | Simbabwe, Matabeleland North | Sandsteine |             |
| Frenchman-Formation | Oberkreide: Oberes Maastrichtium                                      | Kanada, Saskatchewan | Fluviatile Sandsteine und grüne bis grüngraue Tonsteine, abgelagert unter mesothermalen klimatischen Bedingungen |             |
| Glen-Rose-Formation | Unterkreide: Grenze Aptium/Albium                                     | Vereinigte Staaten, Texas | Subtidale bis supratidale Wechsellagerung von (teils sandigen) Kreidekalkbänken und Mergeln eines Flachmeeres (damaliger Golf von Mexiko) |             |
| Gosauschichten | Oberkreide (Coniacium bis Maastrichtium) bis Paläozän                 | Österreich | Mergel, Sandsteine und Konglomerate; im unteren Abschnitt limno-fluviatile und flachmarine Fazies, im oberen Abschnitt marine Tiefwasserfazies |             |
| Grès à Avicula contorta | Obertrias, Norium bis Rhaetium                                        | Frankreich, Meurthe-et-Moselle | Glimmerreiche, kalkhaltige grauweiße Sandsteine und Sande; tonige und geröllführende Zwischenlagen; Litoral- und Deltafazies |             |
| Grès à reptiles | Oberkreide, Maastrichtium                                             | Frankreich, Bouches-du-Rhône, Var | Fluviatile Sandsteine (teils konglomeratisch) eingebettet in rote Tonsteine, vereinzelt pisolithische Kalklagen und Paläoböden |             |
| Grès de l'Infralias | Obertrias, Rhaetium                                                   | Frankreich, Haute-Marne | Sandsteine |             |
| Hastings Beds | Unterkreide, Berriasium bis Valanginium                               | England, Kent, East Sussex, West Sussex | Abwechselnde Sand-/Siltstein und Tonsteinlagen des Litorals oder eines Ästuars |             |
| Heiberg-Formation | Obertrias bis unterer Jura                                            | Kanada, Nunavut, Axel Heiberg Island | Wechsellagerung von dunkelgrauen Ton- und Siltsteinen mit feinkörnigen Sandsteinen; im oberen Abschnitt überwiegt die Sandfraktion; Deltafazies |             |
| Hell-Creek-Formation | Oberkreide: Oberes Maastrichtium                                      | Vereinigte Staaten, Montana, North Dakota, South Dakota, Wyoming                                                                                | Fluviatile Ton- und Sandsteine, teilweise auch Delta- und Sumpffazies |             |
| Horseshoe-Canyon-Formation | Oberkreide: Oberstes Campanium bis Unterstes Maastrichtium            | Kanada, Alberta | Tonsteine, Sandsteine und kohleführende Tonschiefer; stark differenzierte Ablagerungsbereiche (fluviatile Schwemmebene, Litoral, Lagune, Ästuar, Watt, torfhaltiger Sumpf) |             |
| Huincul-Formation | Oberkreide, Cenomanium                                                | Argentina, Neuquén, Río Negro | Grüne und gelbe Sandsteine, Ablagerungen intermittierender Gewässer des ariden Klimas |             |
| Iren-Dabasu-Formation | Oberkreide, Campanium bis Maastrichtium                               | Volksrepublik China, Innere Mongolei | Fluviatile Ablagerungen eines Zopfstroms in einer Schwemmebene; Tonfraktion vorherrschend |             |
| Ischigualasto-Formation | Obertrias, Karn                                                       | Argentinien, San Juan | Fluviatile Schwemmlandablagerungen mit vulkanischen Einschaltungen |             |
| Jiufotang-Formation | Aptium/Albium                                                         | Volksrepublik China | Konglomerat, Sandstein, tuffhaltige Sandsteine, tuffhaltige Tonsteine und Tonsteine (vorherrschend); limnische Ablagerungen mit vulkanischen Einschaltungen |             |
| Judith-River-Formation | Mittleres bis Oberes Campanium                                        | Vereinigte Staaten (Montana), Kanada (Alberta, Saskatchewan)                                                                                    | Basaler Sandstein – Litoralfazies, dunkelgraue Siltsteine mit siltigen, grüngrauen Tonsteinen und Braunkohlen – fluviatile Schwemmlandfazies (mittlerer Abschnitt), graue bis gelbe massive Sandsteine – Litoralfazies oder Schelffazies (oberer Abschnitt)                                                                                      |             |
| Kaiparowits-Formation | Oberkreide: Campanium                                                 | Vereinigte Staaten, Utah | Sandsteine und alluviale, teils bentonitische Tonsteine, sowie vereinzelte Paläoböden – hauptsächlich kontinentale Delta- und Schwemmlandfazies mit vulkanischen Einschaltungen; kurzzeitiger mariner Einfluss (Ästuare) |             |
| Kayenta-Formation | Unterer Jura, Sinemurium bis Pliensbachium                            | Vereinigte Staaten, Arizona, Colorado, Nevada, Utah                                                                                             | Rötliche, braune bis violettfarbene Sand-, Silt- und Tonsteine, an der Basis meist Konglomerate, untergeordnet dünne, graublaue Kalklagen; niedrigenergetische fluviatile Ablagerungen, Schwemmlandfazies und limnische Sedimente |             |
| Khukhtek-Formation (unterschiedliche Schreibweisen)                                                                                               | Unterkreide, Aptium bis Albium                                        | Mongolei, Dorno-Gobi-Aimag | |             |
| Kimmeridge Clay | Oberer Jura, Kimmeridgium bis Tithonium                               | England, Dorset | Kalkhaltige Tonsteine an der Basis, rhythmische Wechsellagerung von Ölschiefer und massiven, grauen, kohlenstoffhaltigen Tonsteinen, untergeordnet diagenetische Dolomitbänke und Coccolithenkalkbänke; restriktive marine Fazies |             |
| Kirtland-Formation | Oberkreide: Oberes Campanium bis Maastrichtium                        | Vereinigte Staaten, Colorado, New Mexico | Alluviale Ton- und Sandsteine, vulkanische Aschenlagen, Paläoböden; Schwemmlandablagerungen eines niedrigenergetischen Zopfstromes |             |
| Kitadani-Formation | Unterkreide, Barremium bis Aptium                                     | Japan | Grüne tuffhaltige Sandsteine an der Basis, Wechsellagerung aus kalkhaltigen Tonsteinen und Sandsteinen, abschließendes Orthoquarzitgeröll; fluviatile Ablagerungen in einem feucht-gemäßigten Klima |             |
| Kota-Formation | Unterer Jura, Hettangium bis Pliensbachium                            | Indien, Andhra Pradesh | Basiskonglomerat, Sandsteine mit Tonsteinlinsen, Kalkbänder mit Tonsteinen, abschließend Ton-, Silt- und Sandsteine; fluviatile oder lakustrische Sedimente |             |
| La-Amarga-Formation | Unterkreide, Barremium bis Aptium                                     | Argentinien, Mendoza, Neuquén, Río Negro | Fluviatile Sandsteine, Seesedimente und Schwemmebenenablagerungen mit Sumpffazies und Paläoböden |             |
| Laguna-Colorada-Formation | Obertrias, Norium                                                     | Argentinien, Santa Cruz | Kontinentale Rotsedimente mit vulkanischen Einschaltungen |             |
| Lameta-Formation | Oberkreide, Maastrichtium                                             | Indien, Gujarat, Madhya Pradesh, Maharashtra | Rote und grüne, siltige Tonsteine, fluviatile Sandsteine und Konglomerate, lakustrische, laminierte violett/grüne Tonstein-Siltstein-Lagen und Kalkfolge, sumpffazielle graue Mergel und Kalke |             |
| Lance-Formation | Oberkreide: Oberes Maastrichtium                                      | Vereinigte Staaten, Colorado, Montana, North Dakota, Wyoming                                                                                    | Graue sandige Tonschiefer, helle Sandsteine, Mergel und dünne Braunkohlenhorizonte; marines Litoral im unteren Abschnitt, dann fluviatile Ablagerungen in einer Küstenebene |             |
| Laramie-Formation | Oberkreide: Oberes Maastrichtium                                      | Vereinigte Staaten, Colorado | Sandsteinbänke, Tonsteine und Kohleflöze im unteren Abschnitt, dann überwiegend graubraune Tonsteine mit dünnen Sandstein- und Kohlelagen; Ablagerungen einer ehemaligen Küstenebene, die Kohleflöze deuten auf Sümpfe |             |
| Löwenstein-Formation | Obertrias, Norium                                                     | Deutschland | Helle, fein- bis grobkörnige Sandsteine mit Konglomeratlagen, verzahnt mit Tonsteinen, vereinzelt Kalk- und Dolomitlagen; Schichtfluten- und Flussrinnenfazies mit Bodenbildungen in Überflutungsebenen |             |
| Lohan-Cura-Formation | Unterkreide, Aptium bis Albium                                        | Argentinien, Mendoza, Neuquén, Río Negro | Basiskonglomerat, fluviatile Sandsteine, Siltsteine und dominierende Tonschiefer im unteren Abschnitt, oben Flussrinnensandsteine und abschließende Silt- und Tonsteine |             |
| Los-Colorados-Formation | Obertrias, Norium                                                     | Argentinien, La Rioja | Rote, gebankte und schräggeschichtete, fein- bis mittelkörnige Sandsteine und dünnbankige, feinkörnige Sandsteine in Wechsellagerung mit Siltsteinen im oberen Abschnitt; fluviatile Ablagerungen mit darüberliegenden Überflutungssedimenten |             |
| Lossie Mouth Sandstone | Obertrias, Karnium                                                    | Schottland | Rotbraune, weiße und graue, schräggeschichtete Sandsteine, Silt- und Tonsteine; äolische und fluviatile Ablagerungen |             |
| Lufeng-Formation | Unterer Jura, Hettangium, Sinemurium                                  | Volksrepublik China, Yunnan | Basale Brekzie, dunkelrote und dunkelviolette Ton-, Silt- und Sandsteine, darüber grün-gelb-gebänderte sandige Tonschiefer, die dann eine weinrote Farbe annehmen und Kalk- sowie Evaporitlagen enthalten, abschließender Sandstein; |             |
| Maevarano-Formation | Oberkreide                                                            | Madagaskar, Mahajanga | Rötliche, grobkörnige Sandsteine mit Paläoböden, schräggeschichteter, weißgrauer, tonreicher Sandstein, abschließend Ton-, Silt- und Sandsteine; fluviatile Ablagerungen mit Überflutungssedimenten im semiariden Klima |             |
| Magnesian Conglomerate | Obertrias, Norium, Rhaetium                                           | England | Dolomithaltige Spaltenfüllung im Karbonkalk |             |
| Mainhardt-Formation | Obere Trias, Karnium                                                  | Deutschland | Rote und graue Tonsteine mit Sulfatknollenlagen (Gips, Anhydrit) und Mergelbänken; periodisch überflutetes und wieder austrocknendes Playabecken |             |
| Malargüe-Gruppe | Oberkreide                                                            | Argentinien, Mendoza | Sandige litoralfazielle und fluviatile Ablagerungen |             |
| Maleri-Formation | Untere Obertrias, Karnium bis Norium                                  | Indien, Andhra Pradesh | Rote Tonsteine, fein- bis mittelkörnige Sandsteine und peloidale Kalkarenite; kontinentale, fluviatile Rotsedimente mit assoziierten Überflutungsablagerungen |             |
| Marnes irisées supérieures | Obertrias, Norium                                                     | Frankreich, Ain, Doubs, Jura, Meurthe-et-Moselle                                                                                                | Rote, grüne, violette und graue Tonsteine, Mergel, dolomitische Tonsteine, Gipsknollen und Braunkohlenlagen; intertidale bis supratidale Lagunenfazies Plateosaurus |             |
| Milk-River-Formation | Oberkreide: Santonium bis Campanium                                   | Kanada, Alberta | Tonsteine an der Basis, massive gelbe bis weiße Sandsteine, abschließend Tonschiefer, Siltsteine, Sandsteine und Kohleflöze; randmarine bis kontinentale, fluviatile Sedimente einschließlich Sumpffazies |             |
| Mooreville Chalk | Oberkreide, Santonium bis Campanium                                   | Vereinigte Staaten, Alabama, Mississippi | Marine, pelagische Kreidesedimente |             |
| Morrison-Formation | Oberer Jura: Oberes Oxfordium bis Unteres Tithonium                   | Vereinigte Staaten, Arizona, Colorado, Idaho, Kansas, Montana, Nebraska, New Mexico, North Dakota, Oklahoma, South Dakota, Texas, Utah, Wyoming | Sandsteine, rötliche, violette und graue, siltige Tonsteine, Tonsteine mit vulkanischen Aschen (Bentonite), Kohleflöze; allmählicher Übergang von randmariner zu kontinentaler Fazies |             |
| Mount-Kirkpatrick-Formation | Trias – Mittlerer Jura                                                | Antarktis | Im unteren Abschnitt Quarzsandsteine, Silt- und Tonsteine, kalkhaltige Tonschiefer, glasige Tufflagen, Torfhorizonte mit Baumstämmen – Flussrinnen- und Überflutungssedimente; im oberen Abschnitt vulkanische Ablagerungen – Tuffe, tuffhaltige Sandsteine, Lapilli, Lahare und schließlich tholeiitische Basalte                               |             |
| Mpandi-Formation | Obertrias                                                             | Simbabwe, Matabeleland South | An der Basis rote, siltige Tonsteine und Siltsteine mit Wurzelspuren und kleinen Kalkknollen – semiaride Überschwemmungsebene; weiter oben quarzreiche, schräggeschichtete Sand- und Siltsteine mit Kalkkonkretionen und verkieselten Wurzelspuren – Flussrinnenfazies                                                                           |             |
| Nam-Phong-Formation | Obertrias, Norium bis Rhaetium                                        | Thailand | Rote fluviatile Ablagerungen |             |
| Navajo Sandstone | Unterer Jura, Pliensbachium bis Toarcium                              | Vereinigte Staaten, Arizona, Colorado, Nevada, Utah                                                                                             | Äolischer, weiß bis rosafarbener, schräggeschichteter, massiver Sandstein |             |
| Nemegt-Formation (unterschiedliche Schreibweisen)                                                                                                 | Oberkreide, Campanium bis Maastrichtium                               | Mongolei | Wechsellagerung von Konglomeraten, Sand-, Silt- und Tonsteinen, vereinzelt Lagen von Kabonatknollen; fluviatile Flussrinnen-, Totarm- und Überlaufsedimente |             |
| Neuquén-Gruppe | Oberkreide, Cenomanium bis Campanium                                  | Argentinien, Mendoza, Neuquén, Río Negro | Vorwiegend alluviale, teils intermittierende Ablagerungen (Zopfstromfazies, Überlaufsedimente, Sumpffazies) |             |
| New-Oxford-Formation | Obertrias                                                             | Vereinigte Staaten, Maryland, Pennsylvania | Basiskonglomerat (teils kalkhaltig), rotgefärbte und graue Sandsteine, Silt- und Tonsteine; fluviatile Riftsedimente |             |
| Newark-Supergroup | Obertrias bis Unterer Jura                                            | Vereinigte Staaten (Connecticut, Maryland, New Jersey, North Carolina, Massachusetts, Pennsylvania), Kanada (Nova Scotia)                       | Konglomerate, Arkosesandsteine, Silt- und Tonsteine; rotgefärbte, kontinentale Riftsedimente durchsetzt mit basischen bis ultrabasischen Gängen und Lagergängen |             |
| Niobrara-Formation | Oberkreide: Coniacium bis Unteres Campanium                           | Vereinigte Staaten, Kansas, Nebraska | Marine Kreidekalksedimente |             |
| Oldman-Formation | Oberkreide: Mittleres Campanium                                       | Kanada, Alberta | Hellgrauer Tonstein an der Basis, darüber hellgrauer, fein- bis grobkörniger Sandstein, gefolgt von abwechselnden Tonstein-Siltsteinlagen mit Wurzelspuren, Holzresten (Koniferen) und Bodenhorizonten; kontinentale alluviale Sedimente und Marschen                                                                                            |             |
| Oxford Clay | Mittlerer Jura, Callovium bis Oxfordium                               | England, Bedfordshire, Cambridgeshire, Dorset, Oxfordshire, Yorkshire                                                                           | Marine Tonsedimente |             |
| Paw-Paw-Formation | Unterkreide: Oberes Albium                                            | Vereinigte Staaten, Texas | Braune Ton- und Sandsteine, Mergel, Kalke, Eisensteinkonkretionen, pyritisierte Ammoniten; neritische Ablagerungen |             |
| Pekin-Formation | Obertrias                                                             | Vereinigte Staaten, North Carolina | Basiskonglomerat, Sand-, Silt und Tonsteine, mit gelegentlichen Arkosesandsteinlagen; rote, violette, graue und braune klastische Riftsedimente in meist lakustrischer und fluviatiler Fazies, manchmal auch Sumpffazies |             |
| Plottier-Formation | Oberkreide, Coniacium bis Santonium                                   | Argentinien, Neuquén, Río Negro | Überwiegend rote, fluviatile Tonsedimente (gelegentlich auch Konglomerate, Silt- und Sandsteinlagen) eines nur wenig mäandrierenden Flusslaufes in einer mäßig geneigten Schwemmebene |             |
| Portezuelo-Formation | Oberkreide, Turonium bis Coniacium                                    | Argentinien, Mendoza, Neuquén, Río Negro | Hauptsächlich grünliche bis rötliche Sand- und Siltsteine, untergeordnet Konglomerate (gipsführende Fanglomerate) und Tonsteine mit Paläoböden; fluviatile Ablagerungen eines stark mäandrierenden Flusslaufes in einer Schwemmebene |             |
| Portland-Formation | Unterer Jura, Pliensbachium bis Toarcium                              | Vereinigte Staaten, Connecticut, Massachusetts                                                                                                  | Überwiegend rotbraune Arkosesandsteine, aber auch Konglomerate, Silt- und Tonsteine; Riftgrabensedimente in alluvialen Schwemmfächern und Playaseen |             |
| Purbeck Beds | Tithonium-Berriasium                                                  | England, Dorset | An der Basis Mergel und Kalke mit Paläoböden, gefolgt von dünnen Kalkbänken mit tonigen Zwischenlagen, anschließend Fossilkalk, Tonstein und Tonschiefer; gemischt marin-kontinentale Fazies |             |
| Quebrada-del-Barro-Formation | Obertrias                                                             | Argentinien, San Juan | |             |
| Rhaetic Beds | Obertrias                                                             | England, Bristol, Dorset, Glamorganshire, Gloucestershire, Nottinghamshire, Somerset                                                            | Basiskonglomerat, dunkel- bis schwarzgraue siltige Tonschiefer mit Fossilkalklagen, Stromatolithenkalk, graue Tonsteine und Kalkbänke, Mikrite; marine-lagunäre-flachmarine Faziesabfolge |             |
| Rhätsandstein | Obertrias                                                             | Europa | Klastische Ton-, Silt- und Sandsteine mit vereinzelten Karbonatlagen und Wurzelböden mit dünnen kohligen Lagen; Deltafazies, Überflutungsebene, Sumpffazies |             |
| Sânpetru-Formation | Oberkreide: Maastrichtium                                             | Rumänien | Kontinentale siliziklastische Ablagerungen; fluviolakustrische Fazies |             |
| Santa-Maria-Formation | Mittlere und Obere Trias, Ladinium bis Karnium                        | Brasilien, Rio Grande do Sul (Paleorrota); | Im unteren Abschnitt rote bis braune, mittel- bis grobkörnige Sandsteine, gefolgt von scharlachroten Ton- und Siltsteinen; fluviatile Zopfstromfazies mit untergeordneten äolischen Einschaltungen und Schichtflutablagerungen, abschließende lakustrische Fazies (mit Suspensions- und Turbiditsedimenten) Saturnalia, Staurikosaurus, Teyuwasu |             |
| Santa-Marta-Formation | Oberkreide, Santonium bis Campanium                                   | Antarktis | Tuffhaltige Tonsteine und Turbidite, sodann kanalisierte, mit Turbiditen assoziierte Schuttströme, gefolgt von Sandsteinen und Schillkalk, schließlich Tonsteine mit Tufflagen und vereinzelten Konglomeraten; von Deltas ausgehende untermeerische Schwemmfächer                                                                                |             |
| Santana-Formation | Unterkreide, Aptium bis Cenomanium                                    | Brasilien, Ceará, Pernambuco, Piauí | Sandsteine und Kiese, rote und grüne, mit Plattenkalken verzahnte Sandsteine, Evaporite; Sedimente einer brackigen Lagune Angaturama bzw. Irritator, Santanaraptor |             |
| Sao-Khua-Formation | Unterkreide, Berriasium bis Barremium                                 | Thailand | Rote Tonsteine, Sandsteine und Konglomerate; Ablagerungen mäandrierender Flussläufe in einer Schwemmebene |             |
| Scollard-Formation | Oberkreide und Paläozän: Oberes Maastrichtium bis Danium              | Kanada, Alberta | Sand-, Silt- und Tonsteine, Bentonite, Paläoböden, dicke Kohleflöze im oberen Abschnitt; fluviatile Flussrinnen-, Uferwall- und Überlaufsedimente sowie Sumpffazies |             |
| Shishugou-Formation | Oberer Jura                                                           | Volksrepublik China, Xinjiang | Basale Brekzie, überwiegend hellgraue Tonsteine mit eingeschalteten mittelkörnigen Lithareniten, siltige Tonsteine, hellgraue Sandsteine, interne konglomeratische Lagen und verkieselte Baumstämme; kontinental fluviatile (Schwemmfächer, verflochtene Flüsse, Schichtfluten) und limnische Seichtwasserfazies                                 |             |
| Solnhofener Plattenkalk | Oberer Jura                                                           | Deutschland, Bayern | Dünnbankige, sich plattig absondernde lagunäre Kalksteinformation |             |
| Snow-Hill-Island-Formation | Oberes Campanium bis Maastrichtium                                    | Antarktis | Tonstein-sandige Siltstein-Wechsellagerung an der Basis, gefolgt von massiven, schräggeschichteten Sandsteinen, Konglomeratlage mit abschließenden, feinschichtigen Tonstein-Siltstein Wechsellagen; flachmarine Fazies in Deltanähe |             |
| St.-Mary-River-Formation | Oberkreide: Unterstes Maastrichtium                                   | Kanada (Alberta), Vereinigte Staaten (Montana)                                                                                                  | Dünne, kalkhaltige Tonsteine an der Basis, Austernbank, Wechsellagerung von hellgrauen Tonsteinen und siltigen Sandsteinen, graubraune Sandsteine; fluviatile Ablagerungen (Zopfstrom- und Flussrinnenfazies), limnische Ablagerungen und Marschfazies                                                                                           |             |
| Tecovas-Formation | Obertrias, Karnium                                                    | Vereinigte Staaten, Texas | Verkieselter Paläoboden an der Basis, sodann braune, violette, gelbe und weiße sandige Tonschiefer, dunkelrote Tonschiefer, versteinerte Baumstämme; kontinentale Rotsedimente (fluviatile Fazies und Sumpffazies) |             |
| Tegana-Formation | Unterkreide, Albium                                                   | Marokko | |             |
| Tendaguru-Formation | Oberer Jura, Kimmeridgium                                             | Tansania; | Drei terrestrische Mergelhorizonte in Wechsellagerung mit randmarinen Sandsteinen (Lagune, Ästuar) |             |
| Trossingen-Formation | Obertrias, Norium – Mittelkeuper                                      | Deutschland, Baden-Württemberg, Bayern | Rot-violette Tonsteine mit Sandstein- und Kalkknollenlagen, Playafazies |             |
| Tuchengzi-Formation | Unterkreide, Berriasium bis Valanginium                               | Volksrepublik China, Liaoning | Basiskonglomerate, graue, grüne und rote Sandsteine und Tonschiefer; alluviale Schwemmfächerfazies, Ebenen- und Deltafazies eines Zopfstroms sowie lakustrische Sedimente |             |
| Tugulu-Gruppe | Unterkreide, Valanginium bis Albium                                   | Volksrepublik China, Xinjiang | Basale Brekzie mit mittelkörnigen Lithareniten, dickbankige, feinkörnige Litharenite wechselnd mit Sandsteinen und Rückstandschotter, rote, gebänderte Silt- und Tonsteine wechselnd mit schräggeschichteten Sandsteinen; fluviatile, äolische und lakustrische Sedimente                                                                        |             |
| Two-Medicine-Formation | Oberkreide: Mittleres bis Oberes Campanium                            | Vereinigte Staaten, Montana | Sandsteine im unteren Abschnitt, überwiegend graugrüne Ton- und Siltsteine, untergeordnet fein- bis mittelkörnige, graue Sandsteine, vulkanische Aschenlagen; flachmarine Fazies gefolgt von fluviatilen Ablagerungen (Deltafazies) |             |
| Udurchukan-Formation – auch Tsagayan-Formation; wird mit der unmittelbar hinter der chinesischen Grenze liegenden Yuliangze-Formation korreliert. | Oberkreide, Campanium, Maastrichtium?                                 | Russland (Ferner Osten) | Tonstein-Sandstein-Wechsellagen, Gerölle, Diamiktite; fluviatile (Flussrinnenfazies eines Mäanders) und alluviale (Schlammströme) Fazies |             |
| Ulansuhai-Formation | Unterkreide, Barremium bis Aptium                                     | Volksrepublik China, Innere Mongolei | Überwiegend rote Ton-, Silt und Sandsteine, graue Konglomerate, gelbgraue Tonsteine und hellgraue Sandsteine, teils Evaporite (Gips) und Kalkkrusten; fluviatile und limnische Sedimente |             |
| Unidade Amoreira-Porto Novo | Oberer Jura, Kimmeridgium bis Tithonium                               | Portugal, Distrikt Leiria | Tonsteine wechsellagernd mit grobkörnigen Arkosen, gefolgt von grün-roten, tonhaltigen Siltsteinen, Sandsteine, Konglomerate; kontinentale Fazies (Distaler Schwemmfächer, Flussrinne eines Mäanders und Schwemmebene) |             |
| Upper Karoo Sandstone | Unterer Jura                                                          | Afrika | |             |
| Vulcanodon Beds | Unterer Jura, Hettangium                                              | Simbabwe | Sandsteine und Basalteinschübe; |             |
| Weald Clay | Unterkreide                                                           | England, Kent, Sussex | Vorwiegend blaue bis graue Tonsteine mit muschelhaltigen Kalklagen und eisenreichen Konkretionen; limnische, alluviale und lagunäre Fazies |             |
| Wealden-Gruppe | Unterkreide, Valanginium bis Barremium                                | England, Hampshire, Kent, Sussex, Surrey | Abwechselnde Sand- und Tonsteine; meist kontinentale (Schwemmfächer, Zopfstrom, Schwemmebene), teilweise auch paralische und lagunäre Sedimente |             |
| Wessex-Formation | Unterkreide, Hauterivium bis Barremium                                | England, Dorset, Isle of Wight | Überwiegend Tonsedimente eines mäandrierenden Flusslaufes |             |
| Westbury-Formation | Obertrias, Rhaetium                                                   | England, Somerset, Gloucestershire, Yorkshire                                                                                                   | Knochen führende basale Schicht, vorwiegend dunkle, laminierte Tonsteine, dünne Kalk- und Sandsteinlagen; marine Transgressionsfazies |             |
| Winton-Formation | Unterkreide, Albium bis Cenomanium                                    | Australien, Queensland | Sand-, Silt und Tonsteine; fluviatile und limnische Ablagerungen |             |
| Wonthaggi-Formation | Unterkreide, Aptium                                                   | Australien, Victoria | Feinschichtige Sand- und Tonsteine mit fossilführenden Konglomeratlagen; fluviatile Sedimente (Mäander, Zopfstrom) einer alluvialen Riftebene |             |
| Wucaiwan-Formation | Mittlerer Jura, Bathonium bis Callovium                               | Volksrepublik China, Xinjiang | Gelbgrüne und purpurrote Tonsteine, hellgraue Sandsteine; fluviatile (einschließlich Deltasedimenten) und limnische Ablagerungen |             |
| Xinminbao-Gruppe | Unterkreide                                                           | Volksrepublik China, Gansu, Qinghai | Konglomerate, Sand-, Silt- und kalkhaltige Tonsteine; fluviatile und limnische Ablagerungen |             |
| Yixian-Formation | Barremium – Unteres Aptium                                            | Volksrepublik China, Liaoning | Siliziklastische Seesedimente mit vulkanischen Tuffeinschaltungen |             |

## Nestfundstellen
- Bauru-Gruppe – Sauropodeneier[1]
  - Uberaba-Formation – Theropoden- und Titanosaurideneier

## Fundstellen von Dinosaurierfährten
- Botucatu-Formation – Ornithopoden- und Theropodenspuren[2]
- Caturrita-Formation – Prosauropodenspuren, wahrscheinlich von Unaysaurus tolentinoi[3]
- Chinle-Formation – Prosauropoden- und Theropodenspuren

### Dinosaurierurolithen
- Botucatu-Formation[2]